# Werner Hosewinckel Christie (lagmand)
 Der er flere personer med dette navn, se Werner Hosewinckel Christie.
Werner Hosewinckel Christie (1746 – 19. september 1822) var en norsk lagmand og landmand.
Han studerede ved Københavns Universitet og rejste senere udenlands. 1775 blev Christie, der på sine rejser i England og Frankrig havde udvidet sine mekaniske og matematiske kundskaber, konduktør i Bergens Stift. Efter at han 1780 havde opnået titel og rang som kancelliråd, blev han 1783 udnævnt til lagmand, hvilken stilling han beklædte, indtil disse embeder 1797 blev ophævede. Han døde 19. september 1822. 1784 ægtede han Helene Margrethe Kamstrup (død 1829). Mest bekendt er Christie blevet ved sin drift af gården Hop ved Bergen, som han købte 1775, og i hvis nærhed han anlagde et marmorværk, om hvilket der i sin tid næredes store forhåbninger. Blandt andet troede man her at kunne skaffe Thorvaldsen marmor til hans statuer, hvad dog snart måtte opgives som uigennemførligt. Han forbedrede gårdens drift og opførte der forskellige, nu nedtagne bygninger, der vakte samtidens beundring.